# Exconisatie
Exconisatie ('een kegel eruit halen') is in de gynaecologie een veelvoorkomende kleine ingreep waarbij de opening van de baarmoederhals naar de vagina wordt omsneden en een kegelvormig stukje weefsel als geheel wordt verwijderd, zodat er een wat wijdere opening achterblijft. Het doel is meestal het verwijderen van bij een uitstrijkje of colposcopie gevonden abnormaal weefsel op de overgang van endocervicaal naar plaveiselepitheel. Daarmee wordt het ontstaan van baarmoederhalskanker dan voorkomen.
Voor de vrouw heeft de ingreep meestal geen merkbare gevolgen, hoewel bij een grote conus de afsluitende functie van de baarmoederhals in het geding kan komen wat bij latere zwangerschappen soms problemen geeft (spontane abortus, vroeggeboorte). 